# جسر أرفيدا

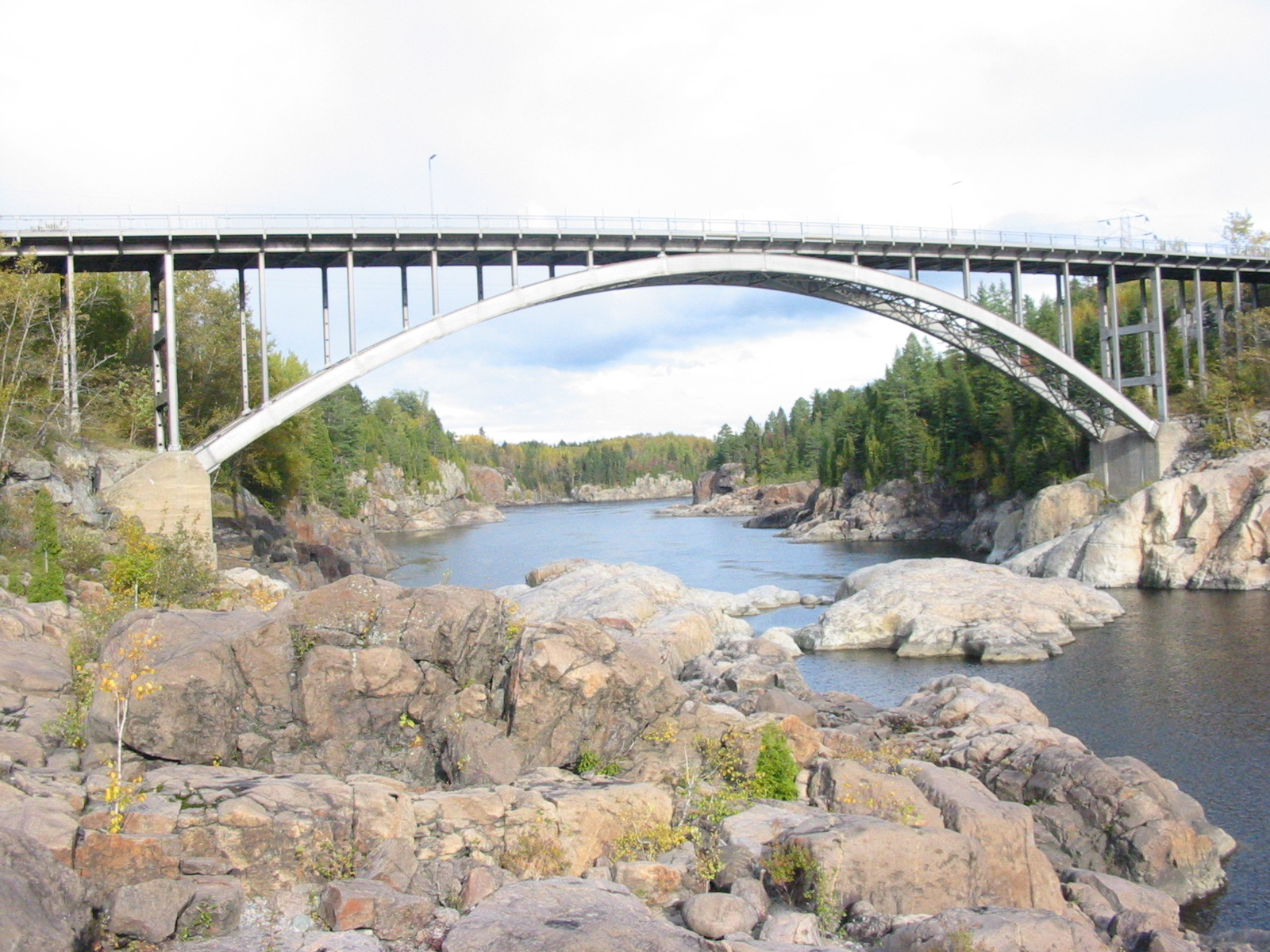
جسر أرفيدا في مقاطعة كيبيك، كندا.

جسر أرفيدا (بالفرنسية: Pont d'Arvida ؛ بالإنجليزية: Arvida Bridge) هو جسر قوسي يعبر نهر ساجوناي، في مدنية ساجوناي التابعة لمقاطعة كيبيك، كندا. تم افتتاحه عام 1950 بطول 153,62 م وارتفاع 32.91 م. وتتمثل الميزة الرئيسية فيه كونه الجسر الأول والأكبر في العالم الذي تم بناؤه بالكامل من الألومنيوم. وقد تم تصنيفه كمنى تراثي عام 2005 من قبل بلدية مدينة ساجوناي.

## وصلات خارجية
- جسر أرفيدا